# 大更站
大更站（日语：／ Ōbuke eki */?）是位於岩手縣八幡平市大更第25地割85番，東日本旅客鐵道（JR東日本）的花輪線車站。

## 歷史

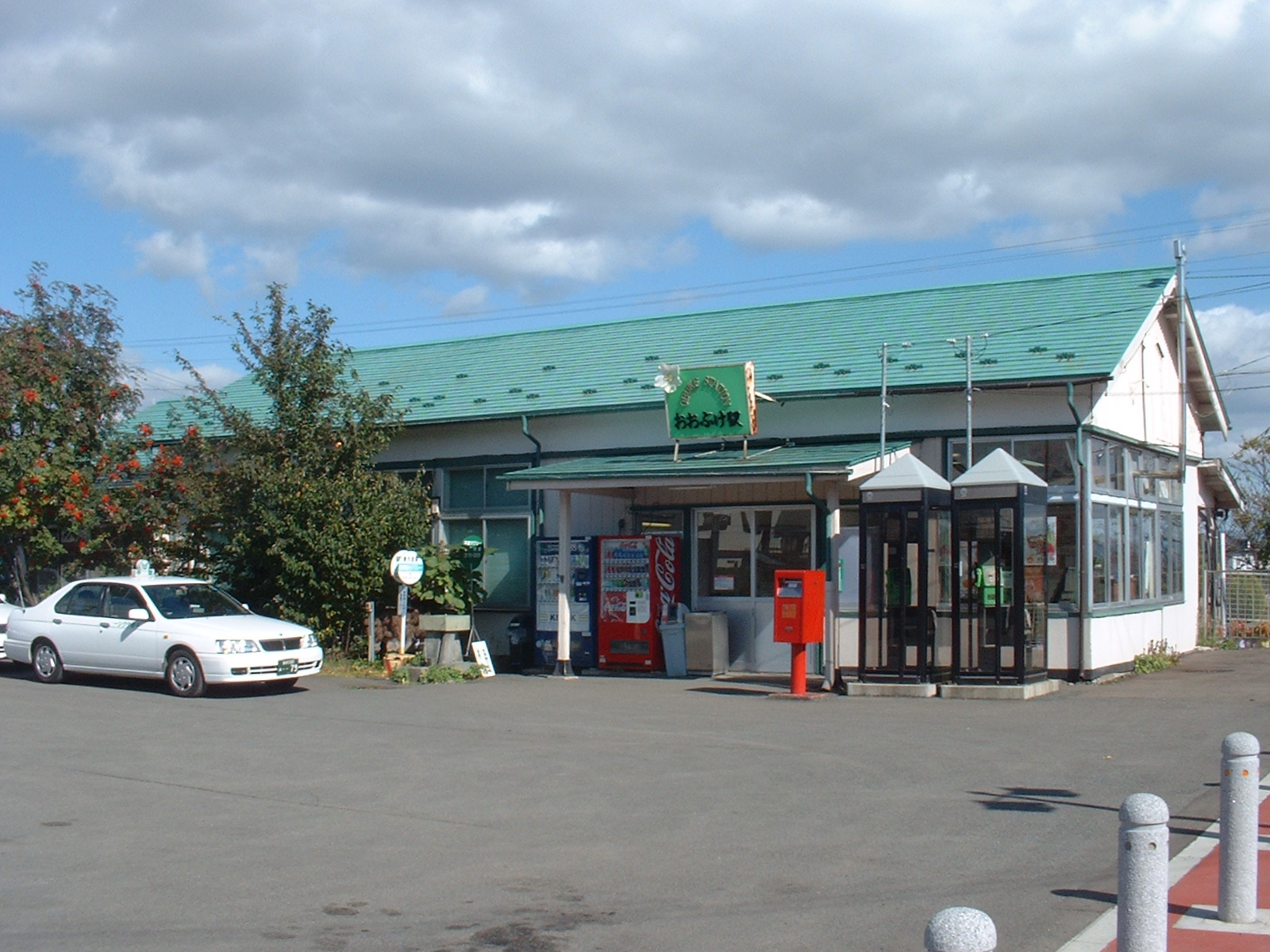
舊站房（2003年10月）

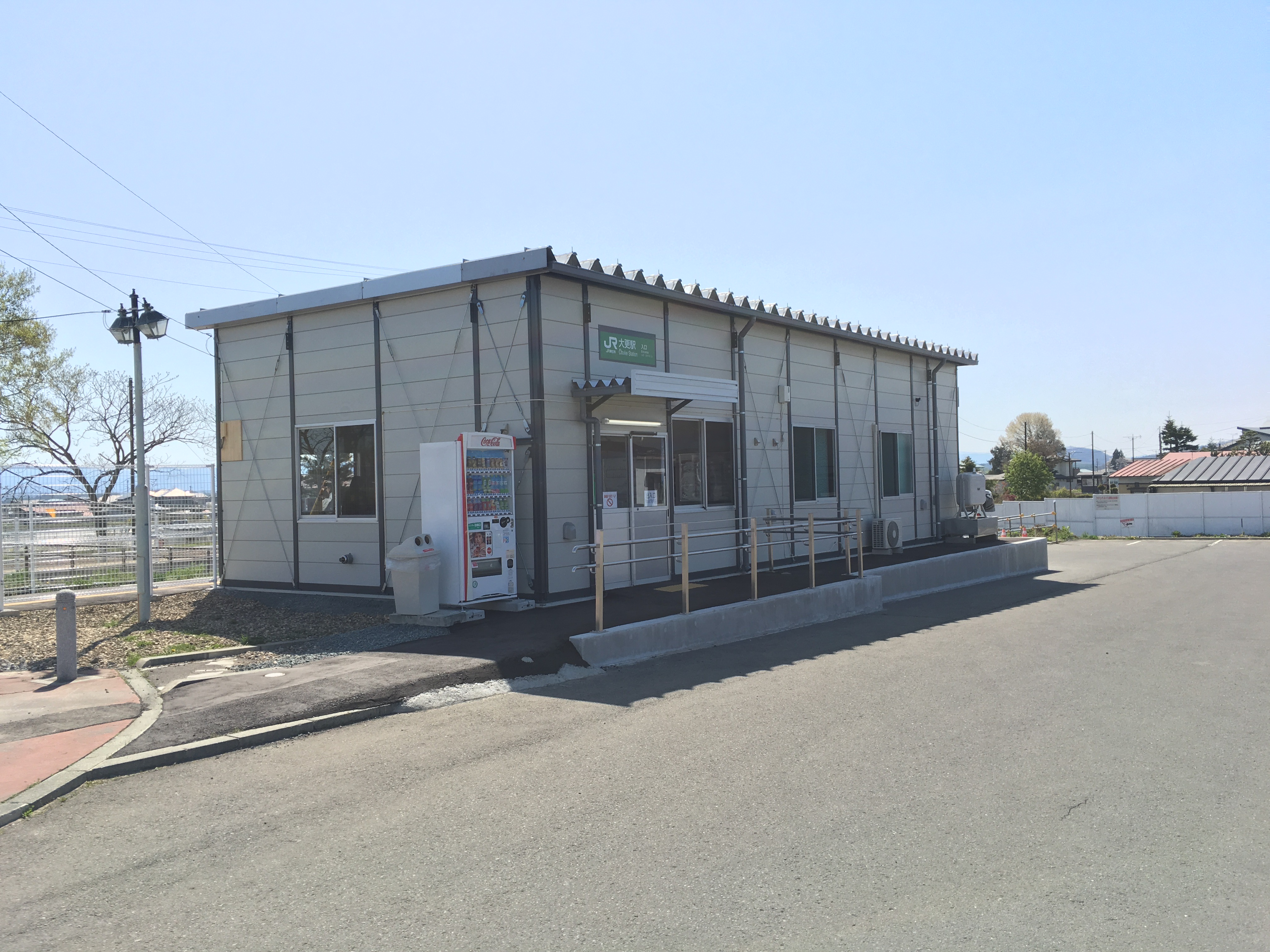
新站房放落成前的臨時車站（2017年5月）

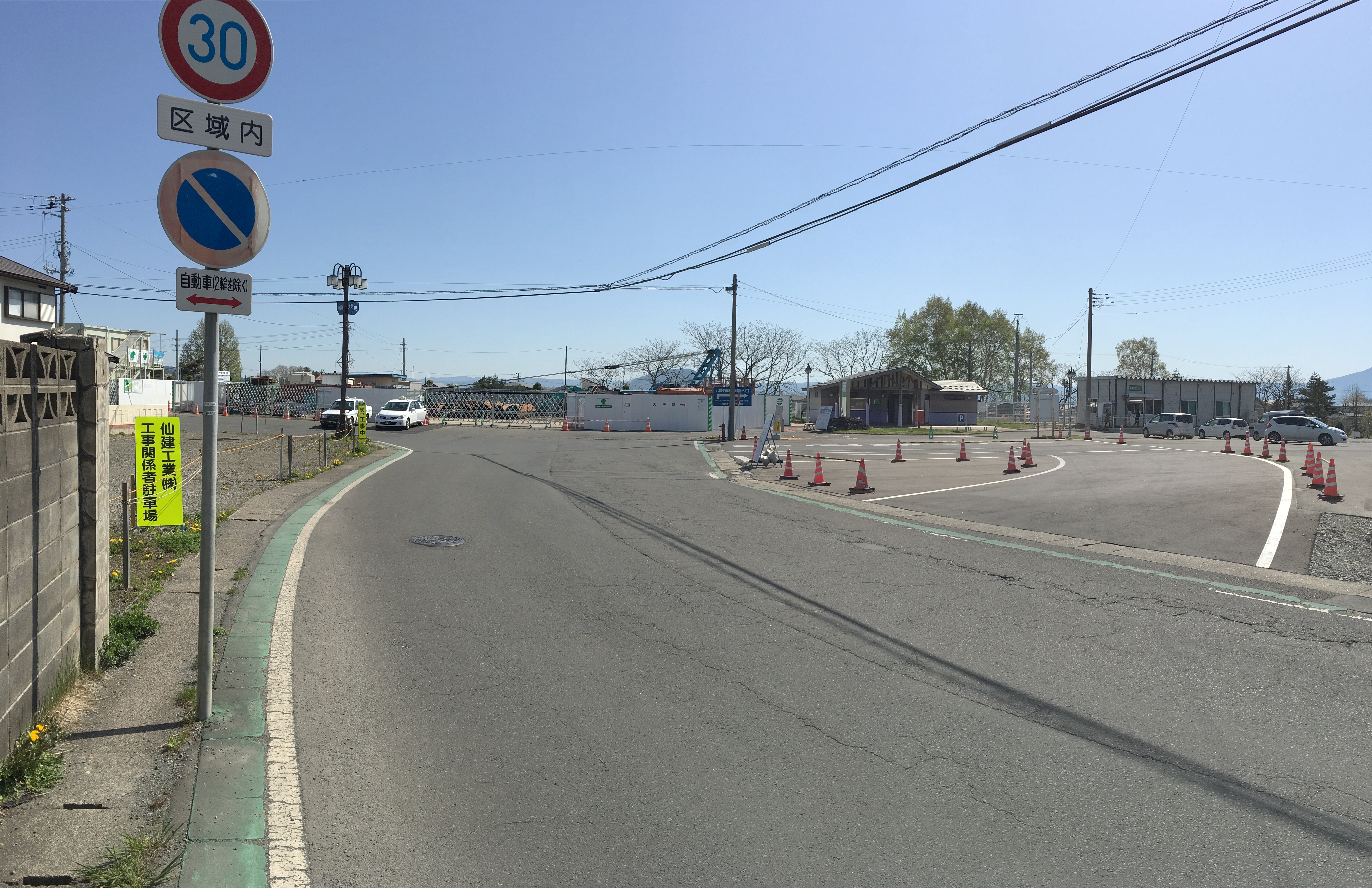
左邊左建設中的現時車站大肄、右邊為臨時車站大樓。中間為公廁（2017年5月）

- 1922年（大正11年）8月27日：鐵道省花輪線好摩至平館之間開業，此站啟用。當時車站位於岩手郡大更村（日语：大更村）。
- 1934年（昭和9年）3月30日：松尾礦業專用鐵道啟用（松尾村 - 大更村之間）。
- 1948年（昭和23年）3月15日：松尾礦業鐵道（日语：松尾鉱業鉄道）屋敷台至此站之間轉換為地方鐵道。
- 1951年（昭和26年）8月10日：松尾礦業鐵道電氣化。
- 1972年（昭和47年）10月10日：松尾礦業鐵道廢止。
- 1987年（昭和62年）4月1日：伴隨國鐵分割民營化，車站由東日本旅客鐵道（JR東日本）營運。
- 1999年（平成11年）12月4日：此站CTC化，取消輪班工作（冬季除外）。並開始管理松尾八幡平、荒屋新町站。
- 2016年（平成28年）7月27日：JR東日本和八幡平市達城協議，決定建設閘外東西行人通道和新車站大樓，並於同月中開始動工[1]。
- 2018年（平成30年）
  - 2月23日：閘外東西行人通道與新車站大樓落成啟用[2][3]。
  - 6月1日：成為業務委託車站，取消大更站長，此站由盛岡站管理。

## 車站構造
本站是地面車站，設有2面2線的相對式月台，可進行列車交會。在各月台之間設有站內平交道連接。在松尾礦業鐵道還未廢止前，此站內設有[直流電|直流]]1500V的架空電纜，現時架空電纜已經撒走。
此站是由盛岡站管理的業務委託車站，委托了JR東日本東北綜合服務負責車站業務。在2018年5月31日前，此站為管理車站，管理東大更站至兄畑站之間的各車站。站內設有綠色窗口與自動售票機。

### 月台
| 月台 | 路線    | 上下行 | 方向                         |
| ---- | ------- | ------ | ---------------------------- |
| 1    | ■花輪線 | 下行   | 鹿角花輪、十和田南、大館方向 |
| 2    | ■花輪線 | 上行   | 好摩、盛岡方向               |

參考

## 使用狀況
根據「JR東日本」的資料，在2019年度（令和元年度）1日平均乘車人次為246人。
以下列出近年乘車人次變化：
| 年度               | 1日平均 乘車人次 | 參考資料        |
| ------------------ | ---------------- | --------------- |
| 2000年（平成12年） | 563              | [ 利用客数 2 ]  |
| 2001年（平成13年） | 535              | [ 利用客数 3 ]  |
| 2002年（平成14年） | 519              | [ 利用客数 4 ]  |
| 2003年（平成15年） | 418              | [ 利用客数 5 ]  |
| 2004年（平成16年） | 397              | [ 利用客数 6 ]  |
| 2005年（平成17年） | 353              | [ 利用客数 7 ]  |
| 2006年（平成18年） | 336              | [ 利用客数 8 ]  |
| 2007年（平成19年） | 311              | [ 利用客数 9 ]  |
| 2008年（平成20年） | 299              | [ 利用客数 10 ] |
| 2009年（平成21年） | 291              | [ 利用客数 11 ] |
| 2010年（平成22年） | 283              | [ 利用客数 12 ] |
| 2011年（平成23年） | 294              | [ 利用客数 13 ] |
| 2012年（平成24年） | 304              | [ 利用客数 14 ] |
| 2013年（平成25年） | 306              | [ 利用客数 15 ] |
| 2014年（平成26年） | 275              | [ 利用客数 16 ] |
| 2015年（平成27年） | 269              | [ 利用客数 17 ] |
| 2016年（平成28年） | 247              | [ 利用客数 18 ] |
| 2017年（平成29年） | 250              | [ 利用客数 19 ] |
| 2018年（平成30年） | 267              | [ 利用客数 20 ] |
| 2019年（令和元年） | 246              | [ 利用客数 1 ]  |

## 車站周邊
- 國道282號（日语：国道282号）
  - 西根繞道（日语：西根バイパス (岩手県)）
- 岩手縣道191號大更停車場線（日语：岩手県道191号大更停車場線）
- 岩手縣道301號澀民田頭線（日语：岩手県道301号渋民田頭線）
- 八幡平市政廳西根分所（前西根町（日语：西根町）公所）
- 大更郵局
- 盛岡信用金庫（日语：盛岡信用金庫）西根分店
- 八幡平市立大更小學
- 八幡平市立西根中學
- 岩手警署（日语：岩手警察署）八幡平幹部派出所
- 八幡平消防署

## 巴士路線
- 岩手縣北巴士（日语：岩手県北自動車）
  - A10〜40 - （經田頭）東八幡平交通中心、八幡平山酒店、松川溫泉（日语：松川温泉）方向
  - A00 - （經田頭）八幡平頂上方向（在冬季時，會以松尾礦山資料館為終點站）
  - A50〜60 - （經夏間木、平舘）平館站前、八幡平山酒店
  - A00〜A70 - 盛岡巴士中心（日语：盛岡バスセンター）方向（部分班次經八幡平營業所、奧拉霍諾溫泉/平日早上設有途經西根交流道至盛岡交流道之間的一段東北自動車道的急行班次）

※部分班次不經站前，而是在國道282號上直行。另外，在2012年10月15日起，巴士路線上加上途經號碼。
- 八幡平市社區巴士（委托岩手縣北巴士提供服務）
  - 上寺田、西根團地方向（只於平日早上和黃昏提供服務）

## 相鄰車站
東日本旅客鐵道（JR東日本）
■花輪線
東大更－大更－平館

### 曾經存在的路線
松尾礦業鐵道
松尾礦業鐵道線
田頭－大更

## 注腳

### 使用狀況
1. 1 2  . 東日本旅客鉄道.   [2020-07-16]. （原始内容存档于2020-07-14）.
2. ↑  . 東日本旅客鉄道.   [2019-02-16]. （原始内容存档于2019-04-02） （日语）.
3. ↑  . 東日本旅客鉄道.   [2019-02-16]. （原始内容存档于2019-02-22） （日语）.
4. ↑  . 東日本旅客鉄道.   [2019-02-16]. （原始内容存档于2019-04-02） （日语）.
5. ↑  . 東日本旅客鉄道.   [2019-02-16]. （原始内容存档于2019-03-27） （日语）.
6. ↑  . 東日本旅客鉄道.   [2019-02-16]. （原始内容存档于2019-02-23） （日语）.
7. ↑  . 東日本旅客鉄道.   [2019-02-16]. （原始内容存档于2019-04-02） （日语）.
8. ↑  . 東日本旅客鉄道.   [2019-02-16]. （原始内容存档于2019-04-02） （日语）.
9. ↑  . 東日本旅客鉄道.   [2019-02-16]. （原始内容存档于2019-04-02） （日语）.
10. ↑  . 東日本旅客鉄道.   [2019-02-16]. （原始内容存档于2019-02-22） （日语）.
11. ↑  . 東日本旅客鉄道.   [2019-02-16]. （原始内容存档于2019-04-02） （日语）.
12. ↑  . 東日本旅客鉄道.   [2019-02-16]. （原始内容存档于2019-04-02） （日语）.
13. ↑  . 東日本旅客鉄道.   [2019-02-16]. （原始内容存档于2019-04-02） （日语）.
14. ↑  . 東日本旅客鉄道.   [2019-02-16]. （原始内容存档于2019-03-27） （日语）.
15. ↑  . 東日本旅客鉄道.   [2019-02-16]. （原始内容存档于2019-03-06） （日语）.
16. ↑  . 東日本旅客鉄道.   [2019-02-16]. （原始内容存档于2019-03-06） （日语）.
17. ↑  . 東日本旅客鉄道.   [2019-02-16]. （原始内容存档于2019-03-23） （日语）.
18. ↑  . 東日本旅客鉄道.   [2019-02-16]. （原始内容存档于2019-02-14） （日语）.
19. ↑  . 東日本旅客鉄道.   [2019-07-07]. （原始内容存档于2019-03-25） （日语）.
20. ↑  . 東日本旅客鉄道.   [2019-07-07]. （原始内容存档于2019-07-05） （日语）.

## 外部連結
- 車站資訊（大更）：東日本旅客鐵道（日語）